# 강원특별자치도의 소규모 어항 목록
다음은 2010년 12월 말 기준 강원특별자치도의 소규모 어항 목록이다.
- 강문항 - 강원특별자치도 강릉시 초당동 일원 (육지)
- 광진항 - 강원특별자치도 양양군 현남면 광진리 일원 (육지)
- 도직항 - 강원특별자치도 강릉시 옥계면 도직리 일원 (육지)
- 동호항 - 강원특별자치도 양양군 손양면 동호리 일원 (육지)
- 오리진항 - 강원특별자치도 강릉시 주문진읍 주문5리 일원 (육지)
- 청간항 - 강원특별자치도 고성군 토성면 청간리 일원 (육지)
- 하광정항 - 강원특별자치도 양양군 현북면 하광정리 일원 (육지)

## 같이 보기
- 대한민국의 소규모 어항